# Neprave sovke
Neprave sovke (znanstveno ime Erebidae) so družina nočnih metuljev iz naddružine sovk, v katero uvrščamo približno 24.500 danes znanih vrst. S tem je ena največjih družin metuljev sploh. Predstavniki so izjemno raznoliki po velikosti, obarvanosti in ekologiji; mednje med drugim spada orjaška sovka, ki ima največji znani razpon kril (do 280 mm) med vsemi nočnimi metulji, najmanjši predstavniki pa merijo prek kril komaj kaj več kot pol centimetra. Zaenkrat ni znan zanesljiv znak za razločevanje od drugih sorodnih družin sovk po telesni zgradbi ali drugih na zunaj opaznih značilnostih, se pa od sorodnikov jasno ločijo po molekularnih znakih, zato je bila družina definirana šele v 21. stoletju z uporabo tehnik sodobne molekularne filogenetike.
Tradicionalno velja taksonomija sovk za izjemno problematično, zaradi ogromnega števila vrst, ki jih je možno združevati v skupine le po drobnih morfoloških znakih, opaznejši znaki pa so zelo spremenljivi, saj so se v evolucijski zgodovini skupin prilagajali okoljskim zahtevam. V preteklosti so zato mnogi avtorji postavljali različne teorije glede števila in sorodstvenih razmerij rodov, poddružin in družin sovk na podlagi ožiljenosti kril, oblike timpanalnega organa in genitalij ter drugih znakov. Ime Erebidae je prvič uporabil ameriški entomolog William Elford Leach za družino, enakovredno družinama medvedkov (Arctiidae) in Herminiidae, zato velja za avtorja po pravilih zooološke taksonomije. Obseg te družine pa je nedavna filogenetska analiza bistveno spremenila, med drugim zdaj vanjo uvrščamo medvedke in druge znane družine, ki so po novem dobile status poddružin. Tej klasifikaciji zdaj sledijo različna pregledna taksonomska dela in podatkovne zbirke.
Neprave sovke so zanesljivo monofiletska in s tem po sodobnih standardih veljavna družina sovk, nerazrešena pa ostaja klasifikacija na ravni poddružin in nižjih skupin. Težava je predvsem majhen vzorec, saj številka 24.500 verjetno predstavlja le manjši del vseh vrst, ki so predvsem v tropih slabo raziskane, to pa otežuje interpretacijo molekularnih podatkov.